# Tüttleben
Tüttleben es un municipio situado en el distrito de Gotha, en el estado federado de Turingia (Alemania), a una altitud de 280 metros. Su población a finales de 2016 era de unos 770 habitantes y su densidad poblacional, 110 hab/km².
Se encuentra ubicado a poca distancia al oeste de Erfurt, la capital del estado.